# Sergio Gómez Martín
Sergio Gómez Martín (Badalona, 4 september 2000) is een Spaans voetballer die doorgaans als offensieve middenvelder of linksachter speelt. Sinds augustus 2022 speelt hij voor Manchester City  in de Engelse Premier League.

## Clubcarrière

### Jeugd en FC Barcelona
Sergio Gómez begon in de jeugd van C.F. Trajana, een plaatselijke voetbalclub in de buurt Sant Adrià de Besòs. Daarna speelde hij nog voor Badalona en Espanyol, voordat hij in 2010 op 10-jarige leeftijd de overstap maakte naar de jeugdopleiding van de Catalaanse grootmacht genaamd La Masia van FC Barcelona.Op 6 januari 2018 debuteerde hij voor FC Barcelona B in de Segunda Divsión als invaller tegen Real Zaragoza.

### Borussia Dortmund
In januari 2018 werd de middenvelder voor drie miljoen euro verkocht aan Borussia Dortmund. Op 8 april 2018 debuteerde hij in de Bundesliga tegen VfB Stuttgart.
Tijdens het seizoen 2019-2020 werd hij uitgeleend aan SD Huesca.  Met deze ploeg werd hij kampioen van Segunda División A.  Hij volgde de ploeg naar de Primera División en zo werd zijn huur met één jaar verlengd. De ploeg kon zijn plaats echter niet behouden en degradeerde opnieuw.

### RSC Anderlecht
Op 30 juni 2021 tekende hij een vierjarig contract bij RSC Anderlecht. In de media werd geopperd dat de transferprijs rond het anderhalf miljoen euro bedroeg. De overstap was voor Anderlecht een schot in de roos en al snel werd Gómez een van de smaakmakers in de competitie. Eind december stond zijn rekening al op 5 doelpunten en had hij al 11 assists afgeleverd in de competitie. Begin juni 2022 werd Gómez door de fans verkozen tot Speler van het Seizoen bij Anderlecht onder meer dankzij zeven doelpunten en 15 assists.

### Manchester City
Half augustus 2022 tekende Gómez een contract bij Manchester City tot medio 2026. Anderlecht zou naar verluidt een transfersom van minstens 15 miljoen euro ontvangen hebben. Dat bedrag zou kunnen oplopen tot 20 miljoen euro door extra bonussen. In zijn eerste seizoen bij City won Gomez de Premier League, de FA Cup en de Champions League.

## Interlandcarrière

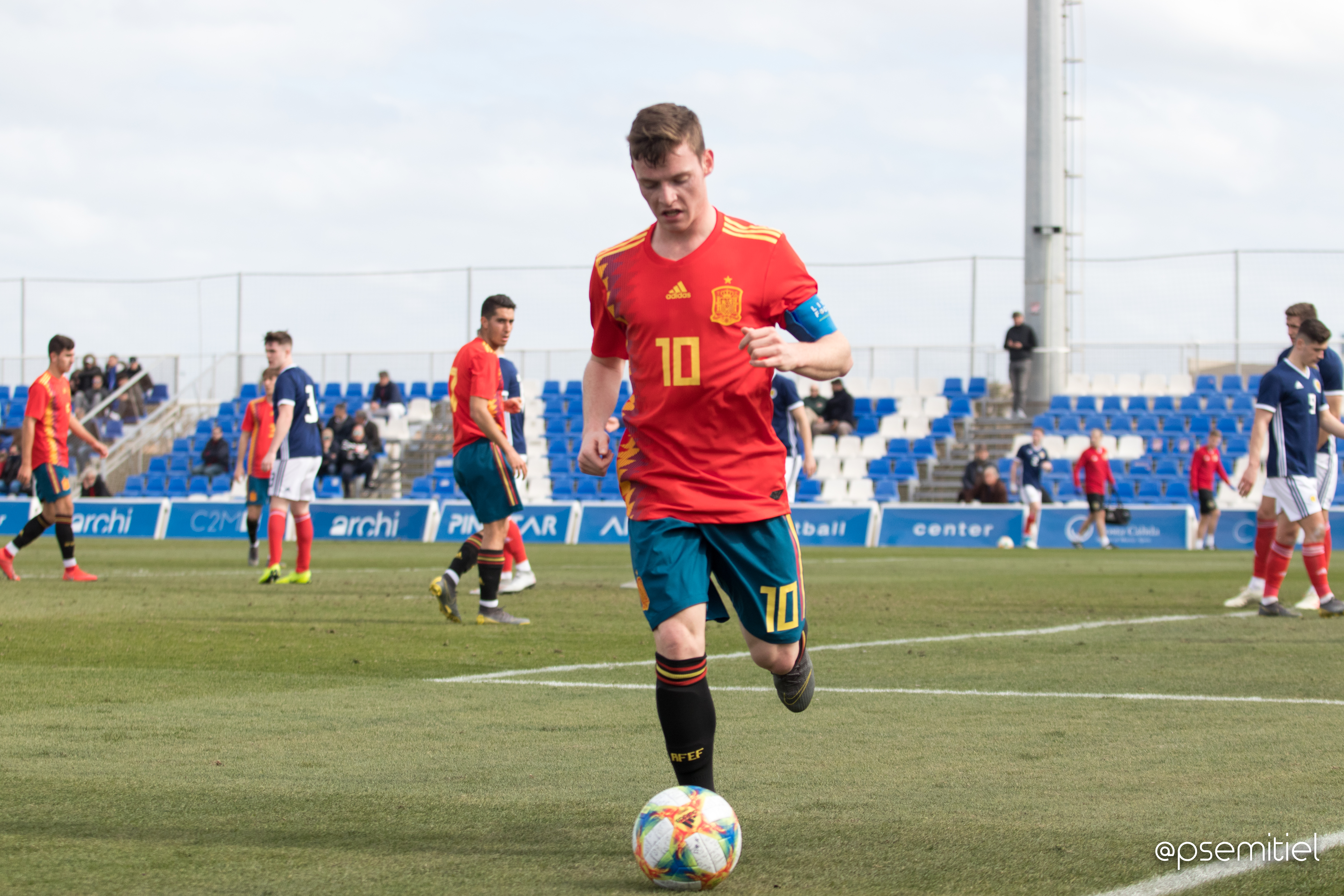
Gómez in 2019 als speler van Spanje –19.

Sergio Gómez speelde voor meerdere Spaanse nationale jeugdelftallen.

## Erelijst
| Competitie            | Aantal | Jaren              |        |        |
| Huesca                | Huesca | Huesca             | Huesca | Huesca |
| --------------------- | ------ | ------------------ | ------ | ------ |
| Segunda División A    | 1x     | 2019/20            |        |        |
| Manchester City       |        |                    |        |        |
| UEFA Champions League | 1x     | 2022/23            |        |        |
| UEFA Super Cup        | 1x     | 2023               |        |        |
| FIFA Club World Cup   | 1x     | 2023               |        |        |
| Premier League        | 2x     | 2022/23, 2023/2024 |        |        |
| FA Cup                | 1x     | 2022/23            |        |        |
| Spanje –17            |        |                    |        |        |
| UEFA EK onder 17      | 1x     | 2017               |        |        |
| Spanje –19            |        |                    |        |        |
| UEFA EK onder 19      | 1x     | 2019               |        |        |